# 梧台镇
梧台镇是中国山东省淄博市临淄区下辖的一个镇。

## 行政区划
梧台镇下辖温家村、李家桥村、吴家桥村、九仙村、西于家村、小徐村、东齐村、柴南村、柴北村、王青村、土桥村、林家村、史家村、刘地村、王青屯村、南霸村、北曹村、北王村、西梧村、东梧村、西刘村、南齐村、南王村、南曹村、北安合村、南太合村、辛兴村、水牛村、西老村、东老村、西河村、东河村、彩家村。